# ريكس للطيران
ريكس إيرلاينز (بالإنجليزية: Rex Airlines Pty Ltd) هي شركة طيران إقليمية أسترالية يقع مقرها في ماسكت، نيو ساوث ويلز. تُشغّل رحلات إقليمية مجدولة باستخدام طائرات توربينية. بين عامي 2021 و2024، شغّلت الشركة أيضًا رحلات بطائرات نفاثة بين مدن أسترالية كبرى. في يوليو 2024، انهارت الشركة ودخلت في إدارة طوعية.
تُعد ريكس الشركة الفرعية الرئيسية لمجموعة ريجيونال إكسبريس القابضة، التي يملكها غالبًا رجال أعمال أجانب، أبرزهم رجل الأعمال السنغافوري ليم كيم هاي، وشركة الاستثمار PAG من هونغ كونغ. وتُعد ثاني أكبر شركة طيران إقليمية في أستراليا من حيث عدد الوجهات، حيث تخدم 45 وجهة إقليمية، خلف كانتاسلينك التي تخدم 55 وجهة.
في ليلة 30 يوليو 2024، توقفت الشركة عن قبول الحجوزات على رحلاتها الداخلية إلى العواصم، وأعلنت دخولها في الإدارة الطوعية، وعيّنت مديريْن مشتركَيْن من شركة إرنست ويونغ. جاء ذلك بعد يوم واحد فقط من إيقاف التداول على أسهم الشركة في بورصة الأوراق المالية الأسترالية (ASX)، وسط مخاوف من توقف العمليات كليًا. ومع ذلك، تواصل الشركة تشغيل بعض الرحلات الإقليمية، بتمويل من شركة PAG آسيا وحكومة كوينزلاند[بحاجة لمصدر].
في سبتمبر 2024، وبعد مرور شهرين على بدء الإدارة، كُشف أنه لم يظهر أي مشتري حتى ذلك الوقت، مع مخاوف من تفكك أو انهيار الشركة.
في نوفمبر 2024، حصلت الشركة على تمديد جديد للإدارة، وتلقت تمويلاً حكوميًا جديدًا لضمان استمرار عملياتها.[بحاجة لمصدر] كما بدأت سابقًا ببيع بعض الشركات التابعة، مثل بيل إير إلى مجموعة تول.
وفي الوقت نفسه، تواجه الشركة دعوى قضائية من قبل هيئة الأوراق المالية والاستثمارات الأسترالية، بتهمة السلوك المضلل والخادع من قبل بعض مديريها السابقين، حيث يُزعم أنهم قدّموا معلومات غير دقيقة حول الوضع المالي للشركة خلال السنة المالية 2022.
وفي يناير 2025، اشترت الحكومة الفيدرالية ديونًا بقيمة 50 مليون دولار من الدائن الرئيسي PAG في محاولة لإنقاذ الشركة، وساندت الإدارة في البحث مجددًا عن مشترٍ.
وفي تطور آخر للمفاوضات، تعهدت الحكومة بشراء الشركة إن لم يظهر أي مشترٍ آخر.